# Titularbistum Linoë
Linoë (ital.: Linoe) ist ein Titularbistum der römisch-katholischen Kirche.
Es geht zurück auf das noch im 12. und 13. Jahrhundert als Suffragan der Kirchenprovinz Nikaia bezeugte Bistum eine byzantinische Stadt in der kleinasiatischen Landschaft Bithynien (heute Türkei).
| Titularbischöfe von Linoë |                       |                                                                          |                |                |
| Nr.                       | Name                  | Amt                                                                      | von            | bis            |
| 1                         | Paul-Marie Ramond MEP | Apostolischer Vikar von Ober-Tonking (Vietnam)                           | 18. April 1895 | 6. Januar 1944 |
| 2                         | Alfredo Obviar        | Weihbischof in Lipa Apostolischer Administrator von Lucena (Philippinen) | 11. März 1944  | 21. Juni 1959  |